# Сьвіняри (Слубицький повіт)
Сьвіняри (пол. Świniary) — село в Польщі, у гміні Осьно-Любуське Слубицького повіту Любуського воєводства.
Населення — 229 осіб (2011).
У 1975-1998 роках село належало до Гожовського воєводства.

## Демографія
Демографічна структура станом на 31 березня 2011 року:
|          | Загалом | Допрацездатний вік | Працездатний вік | Постпрацездатний вік |
| -------- | ------- | ------------------ | ---------------- | -------------------- |
| Чоловіки | 116     | 28                 | 80               | 8                    |
| Жінки    | 113     | 25                 | 70               | 18                   |
| Разом    | 229     | 53                 | 150              | 26                   |